# タシカン川

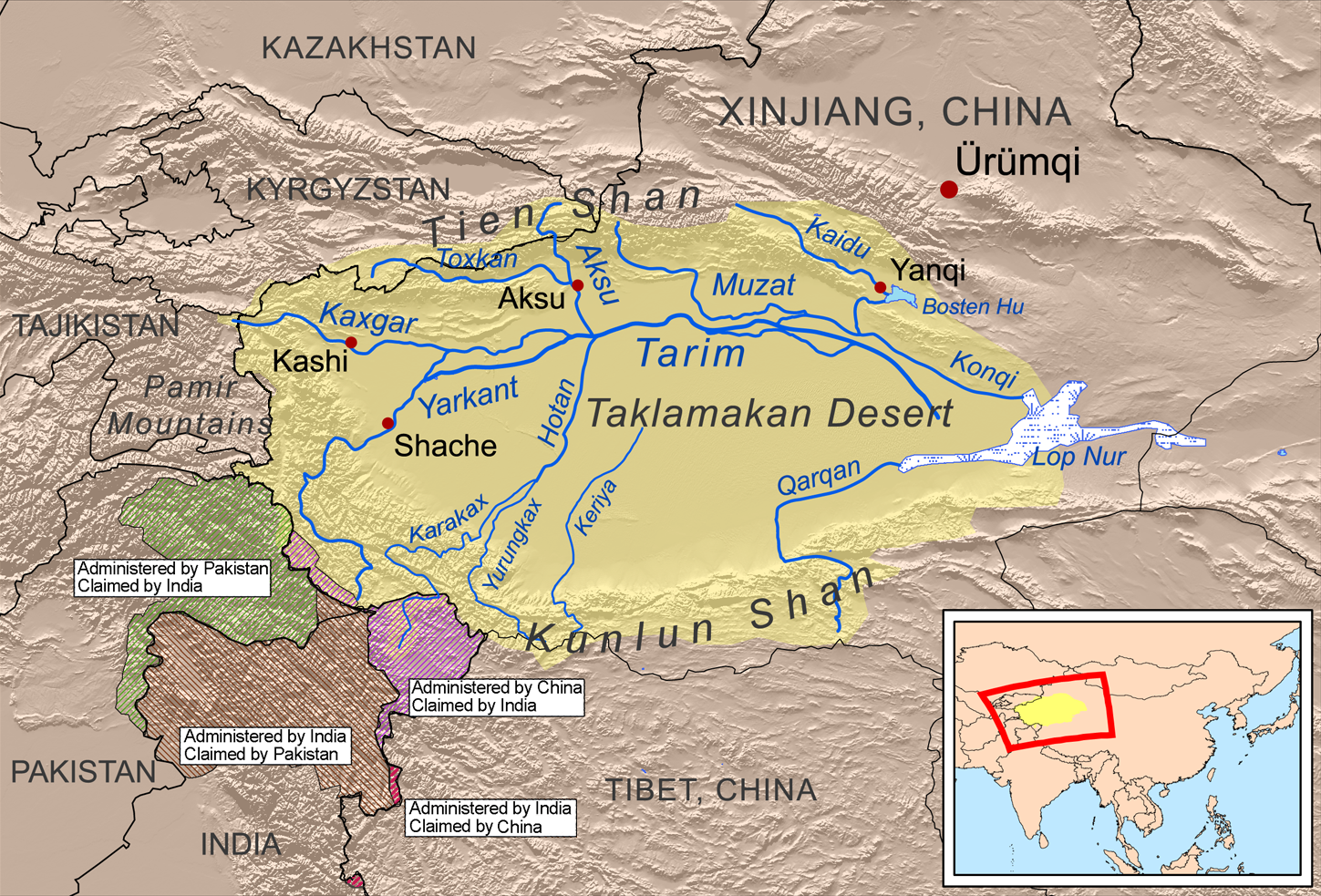
タリム盆地の諸河川。タシカン川は図上方の天山山脈中を東へ流れるToshkanとして載っていて、アクス川へ合流する。

タシカン川（タシカンがわ、ウイグル語: توشقان دەرياسى / тошқан дәряси：ローマ字：Toshqan deryasi、キルギス語: Какшаал、中国語: 托什干河、英語: Toshkan River）は、中国とキルギスタンの天山山脈を流れる川で、アクス川へ合流する。

## 概況
タシカン川は、中国とキルギスタンの国境地帯の天山山脈にある川で、長さは345キロメートル、キルギスタンでの流域面積は8,270平方キロメートルである。この川の源流はキルギスタンのナルン市の南にあるアトバシ（At-Bashi）山脈とカクシャアルトオ（Kakshaal Too）にある。ミュデュルム（Müdürum）川とキョッキヤ（Kökkyya）川との合流点の上流の最上部の流れは、キルギス語でアクサイ（Aksay）川と呼ばれていて、これらの合流点から中国との国境まではカクシャアル（Kaskhaal）川と呼ばれている。
その後、この川は東に向かって流れ、中国の新疆ウイグル自治区に入る。その流れはさらに東へ天山山脈と平行して続き、アクス市近くでアクス川へ合流する。タシカン川はアクス川の最大の支流である。

## 参照項目
- カシュガル川
- アクス川
- ムザルト川
- 開都河・孔雀河